# Воскресеновка (Алтайский край)
Воскресеновка — село в Кулундинском районе Алтайского края. В составе Курского сельсовета.

## История
Основано в 1909 году. В 1928 г. посёлок Воскресеновка состоял из 153 хозяйств, в составе Курского сельсовета Ключевского района Славгородского округа Сибирского края. Отделение колхоза «Память Ленина»..

## Население
В 1928 году в посёлке проживало 801 человек (382 мужчины и 419 женщин), основное население — русские. По переписи 1959 г. в селе проживало 170 человек (71 мужчина и 99 женщин).
| 1997 | 1998 | 1999 | 2000 | 2001 | 2002 | 2003 |
| ---- | ---- | ---- | ---- | ---- | ---- | ---- |
| 230  | ↗231 | ↘229 | ↘228 | ↘215 | ↗223 | ↘207 |
| 2004 | 2005 | 2006 | 2007 | 2008 | 2009 | 2010 |
| ↘184 | ↘171 | ↘151 | ↘145 | ↗151 | ↗153 | ↗163 |
| 2011 | 2012 | 2013 |      |      |      |      |
| ↘161 | ↘154 | ↘144 |      |      |      |      |